# غابة ضبابية

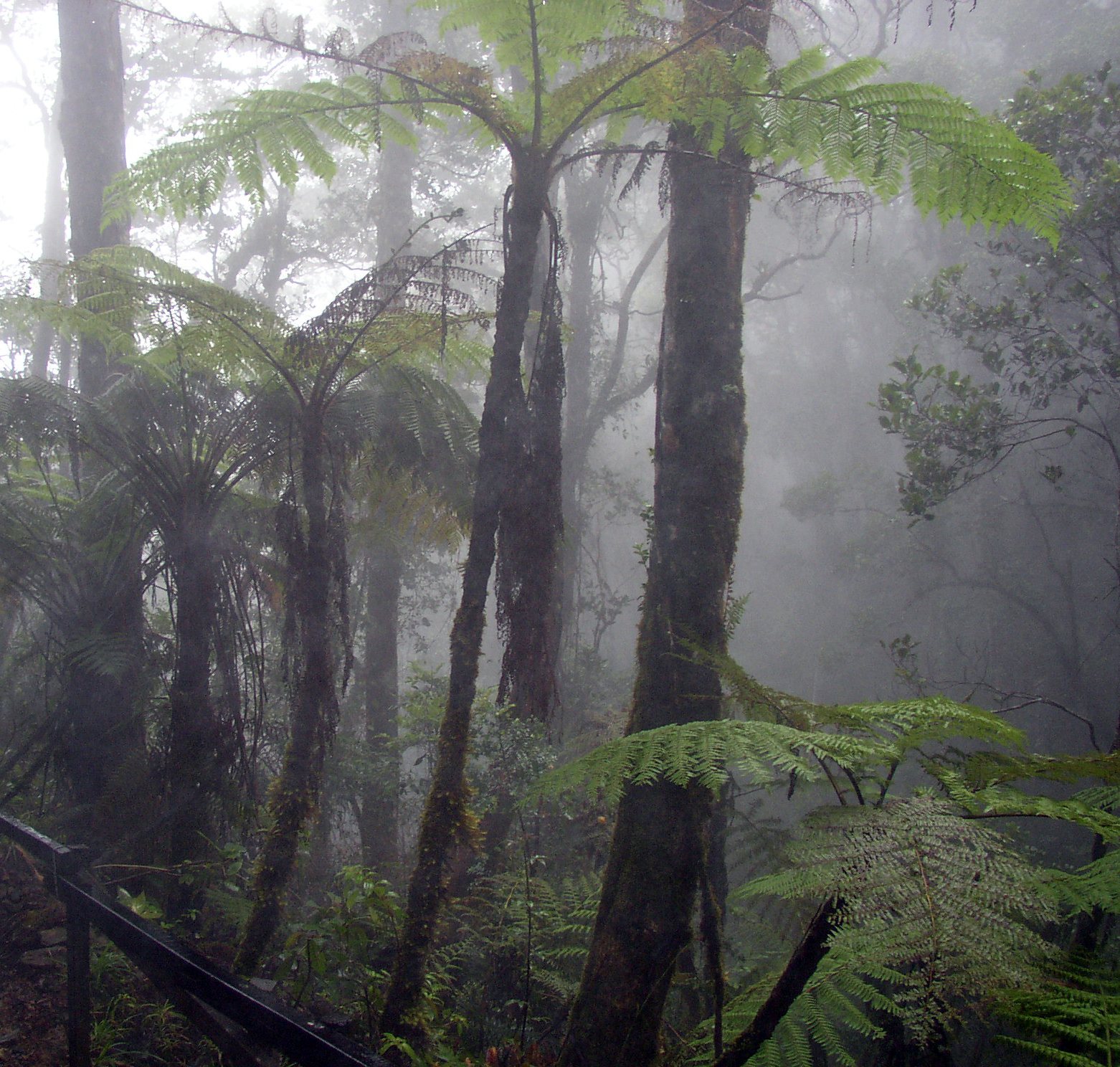
غابة ضبابية في جبل كينابالو بجزيرة بورنيو الإندونيسية.

الغابات الضبابية هي غابات رطبة مدارية أو شبه مدارية دائمة الخضرة تتميَّز بأنَّ أرضها تُغطَّى بصورةٍ دائمة أو معتادة أو موسمية بالسحب. من المُعتَاد أن تكثر النباتات الطحلبية في الغابات الضبابية، حيث تغطي أرض الغابة وأشجارها، وقد تُسمَّى في هذه الحالات الغابات الطحلبية، وهي عادةً ما تتشكل عند سفوح الجبال، حيث تختزن الرطوبة التي تُجمِّعها السحب المتراكمة.

## المناخ

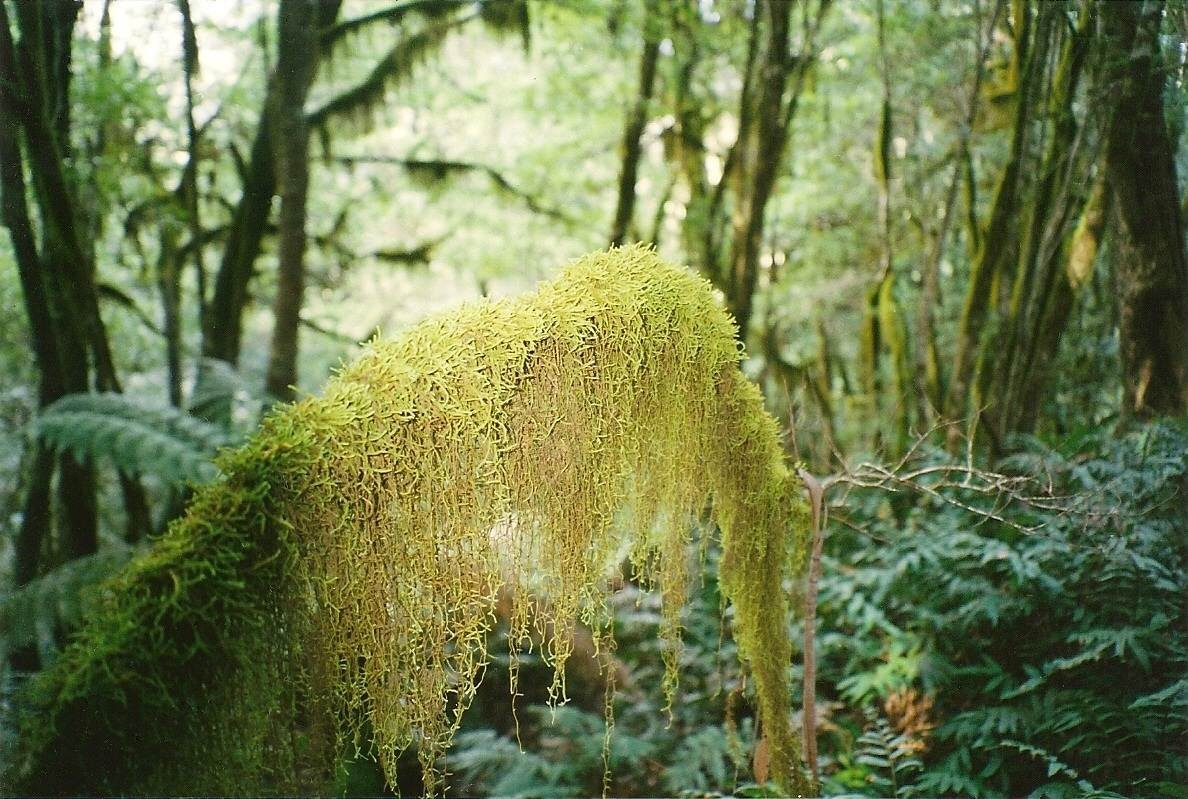
طحالب في غابة مطيرة ضبابية باردة بدولة أستراليا.

يتفاوت ارتفاع الغابات الضبابية عن سطح البحر من 500 إلى 4,000 متر، اعتماداً على مناخ المنطقة. عادةً ما يكون هناك نطاقٌ ضيّق من البيئات المناخية المناسبة لنموّ الغابات الضبابية، حيث تتميز الغابات بالضباب الدائم الذي يملؤ جوَّها، ممَّا يؤدي إلى انخفاض ضوء الشمس النافذ إليها وتناقص معدَّلات التبخُّر. تتراوح معدَّلات هطول الأمطار في هذه الغابات من 500 إلى 10,000 مم في العام، وأما وسطيُّ درجة حرارتها فيتراوح من 8 إلى 20 درجة مئوية.
لا تمثّل الغابات الضبابية إلا ما نسبته 1% من غابات العالم.
تتركَّز الغابات الضبابية بصورةٍ خاصَّة في أمريكا اللاتينية وشرق ووسط أفريقيا وجنوب شرق آسيا.